# Constance Reid
Pour les articles homonymes, voir Reid.
Constance Bowman Reid, née le 3 janvier 1918 à Saint-Louis, Missouri, États-Unis et morte le 14 octobre 2010 à San Francisco est l'auteur de plusieurs biographies de mathématiciens et de livres populaires relatifs aux mathématiques. Elle est la sœur de la mathématicienne Julia Robinson.

## Publications
- (en) From zero to infinity : What makes numbers interesting, Wellesley, MA, A K Peters, Ltd., 1956 (réimpr. 5e 2006, édition-jubilé des 50 ans), xviii+188 (ISBN 1-56881-273-6)
- (en) A long way from Euclid, Mineola, NY, Dover Publications, Inc., 1963 (réimpr. 2004 Reprint of the original) (ISBN 0-486-43613-6)
- (en) Richard Courant in Göttingen and New York : The story of an improbable mathematician, New York-Heidelberg, Springer-Verlag, 1976 (réimpr. 1996 Copernicus) (ISBN 0-387-94670-5)
- (en) David Hilbert, New York, Copernicus, 1970 (réimpr. 1996) (ISBN 0-387-94674-8)
- (en) Jerzy Neyman, New York, Springer-Verlag, 1982 (réimpr. 1998) (ISBN 0-387-98357-0)
- (en) The Search for E. T. Bell : also Known as John Taine, Mathematical Association of America, 1993 (ISBN 0-88385-508-9)
- (en) Julia, a life in mathematics, Washington, Mathematical Association of America, coll. « Spectrum », 1996 (ISBN 0-88385-520-8)
- (en) Slacks and Calluses: Our Summer in a Bomber Factory, 2004 (ISBN 1-56098-368-X) (récit autobiographique)

## Prix et distinctions
En 1987, elle reçoit le prix Pólya décerné par la Mathematical Association of America, pour son article « The Autobiography of Julia Robinson » publié dans The College Mathematics Journal (en), vol. 17 (1986), 2–21.

### Sources
- (en) [PDF] Constance Reid, Author's Note, 1992 (préface de la 4e édition de From Zero to Infinity)
- (en) [PDF] Constance Reid, « Being Julia Robinson's Sister », Notices of the American Mathematical Society, décembre 1996, p. 1486-1492.
- (en) Constance Reid, Mathematical People: Profiles and Interviews, Albers and Alexanderson, Birkhauser, 1985, p. 270-280. (entrevues)